# Joaquín Balaguer
Joaquín Antonio Balaguer Ricardo (Bisonó, Provincia de Santiago; 1 de septiembre de 1906 - Santo Domingo; 14 de julio de 2002) fue un ensayista, escritor, estadista, poeta, político dominicano. Fue presidente de la República Dominicana en los periodos 1960-1962, 1966-1978 y 1986-1996.
De 1960 a 1996, ocupó la presidencia en siete ocasiones (seis veces como presidente constitucional y una vez como presidente provisional), lo que lo convierte en el político que más veces ocupó el cargo en la República Dominicana. Su personalidad fue pacífica y un tanto enigmática, apelando frecuentemente a un secretismo heredado de la era de Trujillo. Su afán de perpetuarse en el poder, mediante elecciones cuestionadas y el uso de la persecución política, le valieron el mote de caudillo. La Corte Interamericana de Derechos Humanos (CIDH) así como organizaciones y diferentes investigaciones lo han encontrado responsable de violaciones graves a derechos humanos a lo largo de sus diferentes mandatos incluyendo delitos como la desaparición forzada de personas.
Fomentó el desarrollo de la infraestructura urbana del país con la construcción de avenidas, edificaciones, presas, represas y contraembalses importantes. Entre sus obras más destacadas se encuentran el Faro a Colón, autopistas y carreteras modernas, caminos vecinales y hospitales.
Balaguer compartió el Premio Nacional de Literatura de 1990 con su rival político y también escritor Juan Bosch.

## Primeros años
Balaguer nació el 1 de septiembre de 1906 en el seno de una familia muy pobre en Navarrete (actualmente Villa Bisonó), en la provincia de Santiago. Hijo de Joaquín Balaguer Lespier, de origen puertorriqueño y madre de origen francés, y Carmen Celia Ricardo Heureaux (hija del dominicano de ascendencia española Manuel de Jesús Ricardo y de Rosa Amelia Heureaux, quien era prima del presidente Ulises Heureaux). Balaguer fue el único varón de una familia de varias mujeres, pero tuvo un medio hermano por parte de padre.
Desde muy temprana edad se sintió atraído por la literatura y la composición de versos, los cuales fueron publicados en revistas locales. Se interesó en la política debido a la ocupación militar norteamericana (1916-1924). Después de graduarse de “bachiller en ciencias y letras” en 1922, Balaguer obtuvo una licenciatura en Derecho en la Universidad Autónoma de Santo Domingo. Mientras asistía a las clases en la universidad, comenzó a ganarse la vida en el ámbito periodístico, como corrector de pruebas y, desde 1924 hasta 1928, como articulista en el diario La Información de Santiago de los Caballeros. Estudió por un breve período en la Universidad de París I Panthéon-Sorbonne. En su juventud, Balaguer escribió de la admiración que sentía por el paisano de su padre, el líder político de Puerto Rico, Pedro Albizu. A pesar de las profundas diferencias con respecto a la ética y sus visiones del mundo, la vehemente y carismática retórica de Albizu cautivó la imaginación de Balaguer a tal punto que motivó su pasión por la política y el debate intelectual.
En 1927, su prima Bienvenida Ricardo Martínez contrajo matrimonio con el general Rafael Leónidas Trujillo, quien tres años después se convertiría en dictador de la República Dominicana.

## Antecedentes políticos
Balaguer comenzó su carrera política en 1930 (antes de que Trujillo tomara el control del gobierno), cuando fue nombrado fiscal. Luego de que se inscribiera en el Partido Dominicano y así pasó a formar parte del círculo de los colaboradores cercanos del dictador Rafael Leónidas Trujillo.
Durante la dictadura de Trujillo, ocupó varios cargos diplomáticos y gubernamentales. Fue secretario de la Legación Dominicana en Madrid (1932-1935), subsecretario de la Presidencia (1936) y subsecretario de Relaciones Exteriores (1937). También se desempeñó como embajador extraordinario en Colombia (1940-1943) y Ecuador (1943-1947), embajador en México (1947-1949), secretario de Educación (1949-1955) y secretario de Estado de Relaciones Exteriores (1955-1957). 

## Relación con Rafael Leónidas Trujillo Molina
El papel de Balaguer durante la Era de Trujillo ha sido objeto de amplio debate. A lo largo de sus tres décadas como político trujillista, fue visto tanto como un simple funcionario del régimen como un estrecho colaborador del dictador. Aunque Trujillo solía humillar e insultar públicamente a sus subordinados, nunca intentó degradar a Balaguer.
Este, por su parte, correspondió al respeto del dictador y se destacó como uno de los colaboradores más eficientes del régimen, al igual que otros profesionales de la época. Sin mostrar signos de incomodidad ante los excesos y atrocidades del gobierno, Balaguer desempeñó un papel clave en la administración trujillista, consciente de que cualquier oposición al tirano podía costarle la vida.

## Primer mandato presidencial (1960-1962)

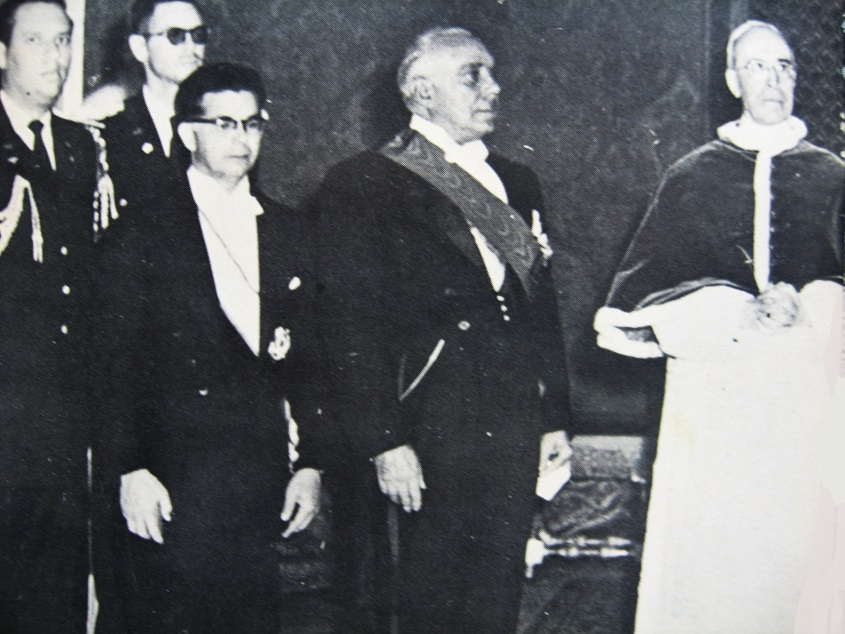
Joaquín Balaguer y Rafael Leónidas Trujillo con el papa Pío XII en 1955

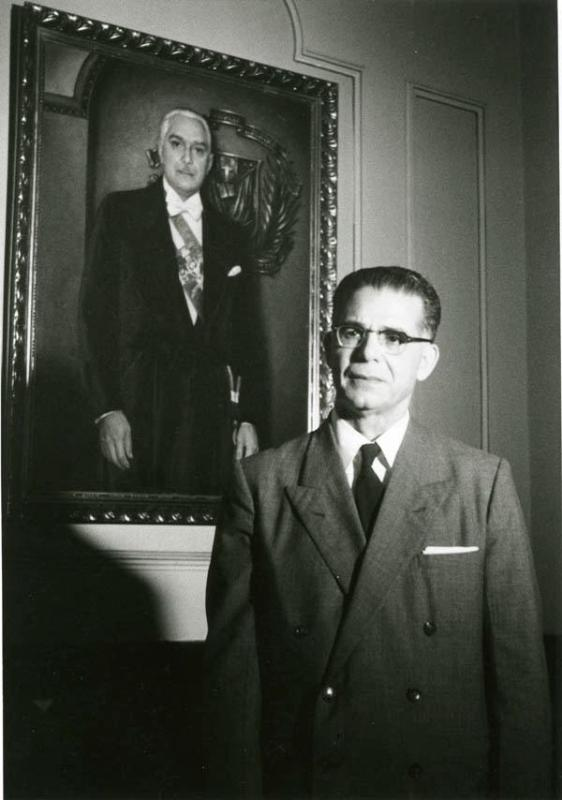
Joaquín Balaguer al lado de un retrato de Rafael Leónidas Trujillo en 1960

Cuando Trujillo dispuso que su hermano Héctor Bienvenido fuera reelegido a la presidencia en 1957, optó por Balaguer como vicepresidente. Tres años más tarde, cuando la Organización de los Estados Americanos (OEA) convenció al dictador de que no era apropiado tener a un miembro de su familia como presidente, Trujillo obligó a su hermano a renunciar, y Balaguer le sucedió en el cargo. Sin embargo, Balaguer no tenía prácticamente ningún poder y fue considerado como un mero títere de Trujillo.
Cuando Trujillo fue asesinado en 1961 y a pesar de haber sido durante mucho tiempo colaborador del dictador, Balaguer tomó medidas para liberar al país del régimen con la concesión de algunas libertades civiles y suavizando la estricta censura a que Trujillo tenía sometida la prensa. La OEA se mostró satisfecha y levantó las sanciones económicas impuestas a la República Dominicana, debido al intento de asesinato que Trujillo tramó en contra del presidente venezolano Rómulo Betancourt. Sin embargo, las reformas provisionales de Balaguer fueron rechazadas por gran parte de la sociedad, ya que era presionado por los militares, por la derecha, por la izquierda, era abucheado en las calles por la ciudadanía y llamado entre otras cosas por los militares muñequito de papel.
Debido a la presión ejercida por la Unión Cívica Nacional, un Consejo de Estado creado después de la muerte de Trujillo, Balaguer solo pudo retener el poder hasta 16 de enero de 1962. Un golpe de Estado militar, dirigido por el jefe de la fuerza aérea Pedro Rodríguez Echavarría, lo obligó a exiliarse en Nueva York.

## Regreso a República Dominicana y guerra civil de 1965
Durante el periodo 1962-1964 la República Dominicana solo tuvo siete meses de buena democracia, bajo la presidencia de Juan Bosch. En 1963 formó el Partido Reformista y se centró en una lucha política contra Bosch, en la campaña utilizó la táctica presentándose como un candidato moderado y conservador. Cuando un golpe militar derrocó a Bosch, el país comenzó un período tumultuoso que dio lugar a la Guerra Civil del 24 de abril de 1965. Los militares se habían rebelado en contra de la Junta Provisional para restaurar a Bosch, con lo cual el presidente de EE. UU. Lyndon Johnson, bajo el pretexto de eliminar la influencia comunista en el Caribe envió 42.000 soldados para anular la rebelión.
El gobierno provisional, encabezado por Héctor García Godoy, anunció elecciones generales para 1966. Balaguer aprovechó la oportunidad, y con la enfermedad de su madre como excusa, le pidió permiso para regresar del exilio, el cual le fue concedido. A pesar de denuncias de fraude electoral, Balaguer juró como presidente de la República Dominicana en 1966.

## Los Doce Años (1966-1978)

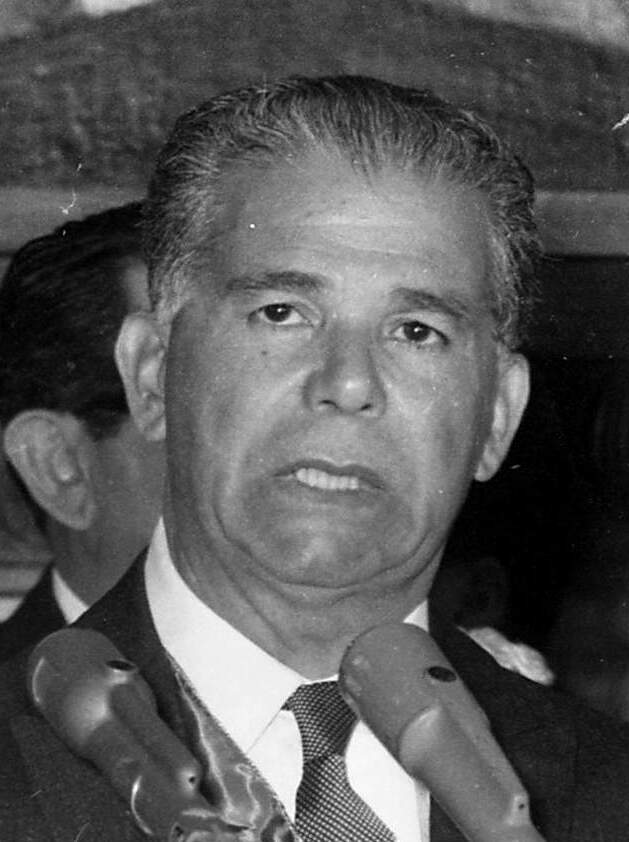
Balaguer en 1966.

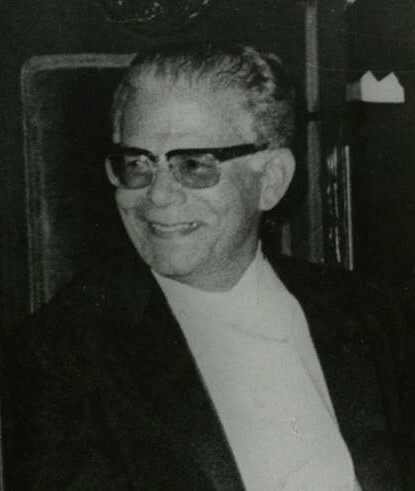
Balaguer en 1976.

Balaguer encontró una nación severamente golpeada por décadas de turbulencia, con tiempos cortos de paz, y prácticamente ignorantes de la democracia y los derechos humanos. Durante su campaña electoral solía dirigir sus mensajes propagandísticos a la mujer dominicana y al campesino, tratando de atar a su proyecto político personal las fracciones más conservadoras de estos sectores sociales.
Balaguer trató de apaciguar a los supervivientes antitrujillistas y a los de la guerra civil de 1965, pero los asesinatos políticos continuaron siendo frecuentes durante su administración. Tuvo éxito en parte la rehabilitación de las finanzas públicas, que estaban en un estado caótico, e impulsó un modesto programa de desarrollo económico.
Durante los tres primeros meses de instalado su segundo gobierno, la Asociación Dominicana de Derechos Humanos, declaró que había recibido quejas. Con la anuencia de sectores del gobierno se inició en el país la Operación Chapeo con la finalidad de exterminar los remanentes izquierdistas sobrevivientes al conflicto de abril del 65 en el marco de la política llevada a cabo por Estados Unidos contra el comunismo durante la guerra fría.
En noviembre de 1969 un grupo de mujeres anunció la formación del Comité de Madres, Esposas y Familiares de los Muertos y Desaparecidos, donde dieron a conocer un listado de muertos y desaparecidos, y revelaron que en los tres primeros años del gobierno de Balaguer, 366 personas fueron muertas o desaparecidas por causas políticas y subversivas.
Con la abstención electoral del Partido Revolucionario Dominicano, debido a las pocas garantías constitucionales  y a la participación de las Fuerzas Armadas en las actividades proselitistas, Balaguer fue reelegido para el periodo 1970-1974.
El 1 de enero de 1971 designó al general Enrique Pérez y Pérez como jefe de la Policía Nacional. Varias semanas después hizo su aparición en las calles de Santo Domingo un grupo autodenominado Frente Democrático Anticomunista y Antiterrorista, más conocido como La Banda Colorá, un grupo de paramilitares y excombatientes de izquierda o simplemente delincuentes reclutados por sectores policiales y militares con fines de represión. Durante esa época fueron asesinados numerosos dirigentes de la izquierda dominicana.
Durante este segundo mandato de gobierno (conocido popularmente en la política dominicana simplemente como los 12 años), Balaguer incentivó la construcción de escuelas, hospitales, presas, carreteras, y muchos edificios importantes. Los proyectos también se utilizaron como medio para recompensar a sus partidarios políticos con lucrativos contratos de obras públicas, los favorecidos en dichos contratos se conocen como los 300 millonarios. También presidió un sistema de crecimiento económico estable. Sin embargo, su administración pronto desarrolló un modelo autoritario, a pesar de las garantías constitucionales. A pesar de sus métodos autoritarios, Balaguer tenía mucho menos poder que Trujillo, y su gobierno era más suave.
La sensación de que en la República Dominicana había un híbrido de dictadura y democracia, se reprodujo en las elecciones del 16 de mayo de 1974, cuando el Partido Revolucionario Dominicano y los otros partidos signatarios del denominado Acuerdo de Santiago retiraron a su candidato Antonio Guzmán, por considerar que no se daban las mínimas garantías y como protesta por los desafueros de los paramilitares balagueristas. En estas circunstancias, Balaguer solo compitió con un rival, el contraalmirante Luis Homero Lajara Burgos, del Partido Popular Demócrata (PPD). Balaguer obtuvo el 84,7% de los votos, y su partido ganó mayoría en el congreso donde la abstinencia alcanzó el 50%.

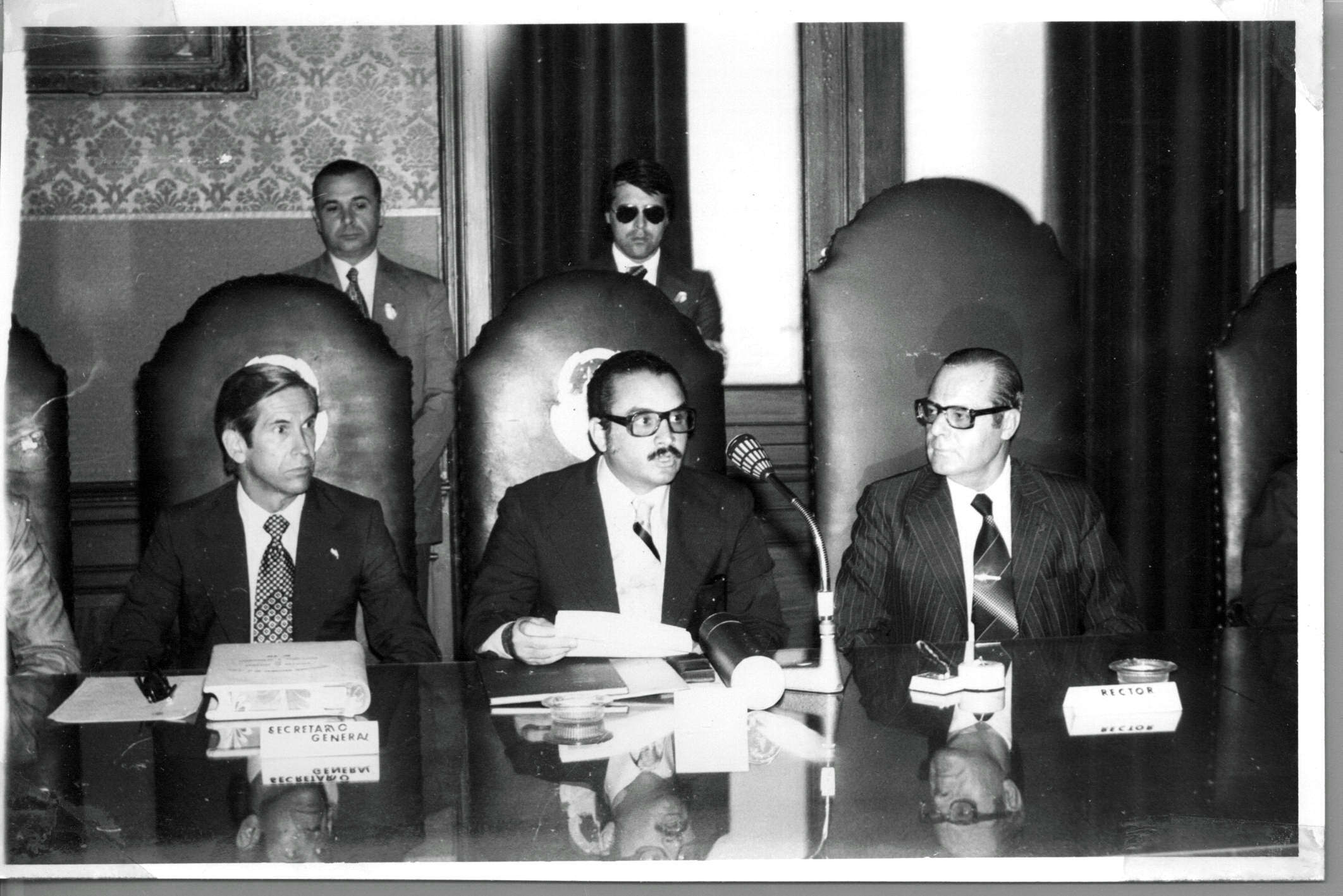
El Ministro de Educación, Bellas Artes y Culto de la República Dominicana, visita la Universidad Nacional de La Plata en Argentina. En la foto se lo ve junto al rector Guillermo Gallo, quien estuvo al frente de la universidad platense durante casi todo el autodenominado Proceso de Reorganización Nacional (1976-1983).

Una coyuntura favorable en los precios internacionales del azúcar, el auge del turismo estadounidense, las inversiones privadas foráneas, y los programas de obras públicas produjeron una fase de expansión económica, favoreciendo la emergencia en la sociedad dominicana de clase media. Balaguer se defendió de los crímenes cometidos por La Banda Colorá y otras irregularidades vinculadas con las Fuerzas Armadas, siempre achacó la violencia política a sectores incontrolados del oficialismo y a la subversión de izquierdas, estas últimas dadas a la tarea de cometer asaltos para sustentar sus actividades clandestinas. 
Balaguer se enfrentó a Antonio Guzmán del Partido Revolucionario Dominicano, pero cuando los resultados electorales mostraron una tendencia en favor de Guzmán, el ejército detuvo el conteo. Sin embargo, en medio de enérgicas protestas en el país y una fuerte presión en el extranjero por parte del presidente estadounidense  Jimmy Carter, el conteo se reanudó. Cuando se dieron los resultados, Guzmán dio a Balaguer la primera derrota de su carrera política. Cuando Balaguer dejó el cargo, fue la primera vez en la historia de la República Dominicana que un presidente en ejercicio tranquilamente cede el poder a un miembro elegido de la oposición.
Para 1984, el Partido Reformista se fusiona con el Partido Revolucionario Social Cristiano, formando así el Partido Reformista Social Cristiano (PRSC).

### Víctimas de "Los doce años"
| Año  | Víctimas                          |
| ---- | --------------------------------- |
| 1966 | Radhamés García                   |
| 1966 | Vinicio Antonio Franco            |
| 1966 | Juan Rafael Bisonó Mera           |
| 1966 | Miguel Reyes Santini              |
| 1966 | Omar Almonte                      |
| 1967 | William Jiménez                   |
| 1967 | Luis de Peña                      |
| 1967 | Vidal Peguero                     |
| 1967 | Orlando Mazara                    |
| 1967 | Roberto Basilio Perdomo           |
| 1967 | Roberto Nivar                     |
| 1967 | Guido Gil Díaz                    |
| 1968 | Flavio Suero                      |
| 1968 | Modesto Rodríguez                 |
| 1968 | Héctor Santiago                   |
| 1968 | Rafael Mota                       |
| 1969 | Henry Segarra Santos              |
| 1969 | Silvio Abud                       |
| 1969 | Salomón Lama B                    |
| 1969 | Rafael Vargas                     |
| 1969 | Eladio Peña de la Rosa            |
| 1970 | Otto Morales                      |
| 1970 | Amín Abel Hasbún                  |
| 1971 | Maximiliano Gómez                 |
| 1971 | Homero Hernández                  |
| 1971 | Rafael Guillén                    |
| 1972 | Sagrario Díaz                     |
| 1972 | Amaury Germán Aristy              |
| 1972 | Bienvenido Leal Prandy (La chuta) |
| 1972 | Virgilio Perdomo Pérez            |
| 1972 | Ulises Cerón Polanco              |
| 1973 | Francisco Caamaño Deñó            |
| 1973 | Eberto Geordano Lalane Jose       |
| 1973 | Gregorio García Castro            |
| 1974 | Florinda Soriano (Mamá Tingó)     |
| 1975 | Orlando Martínez                  |
| 1975 | Francisco José Alcántara          |
| 1976 | José Vizcaíno                     |
| 1976 | Luis Martínez                     |
| 1977 | Guillermo Rubirosa Fermín         |
| 1977 | Rafael Ernesto Custodio           |
| 1977 | s                                 |

## Los Diez Años (1986-1996)

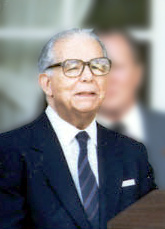
Joaquín Balaguer en 1988

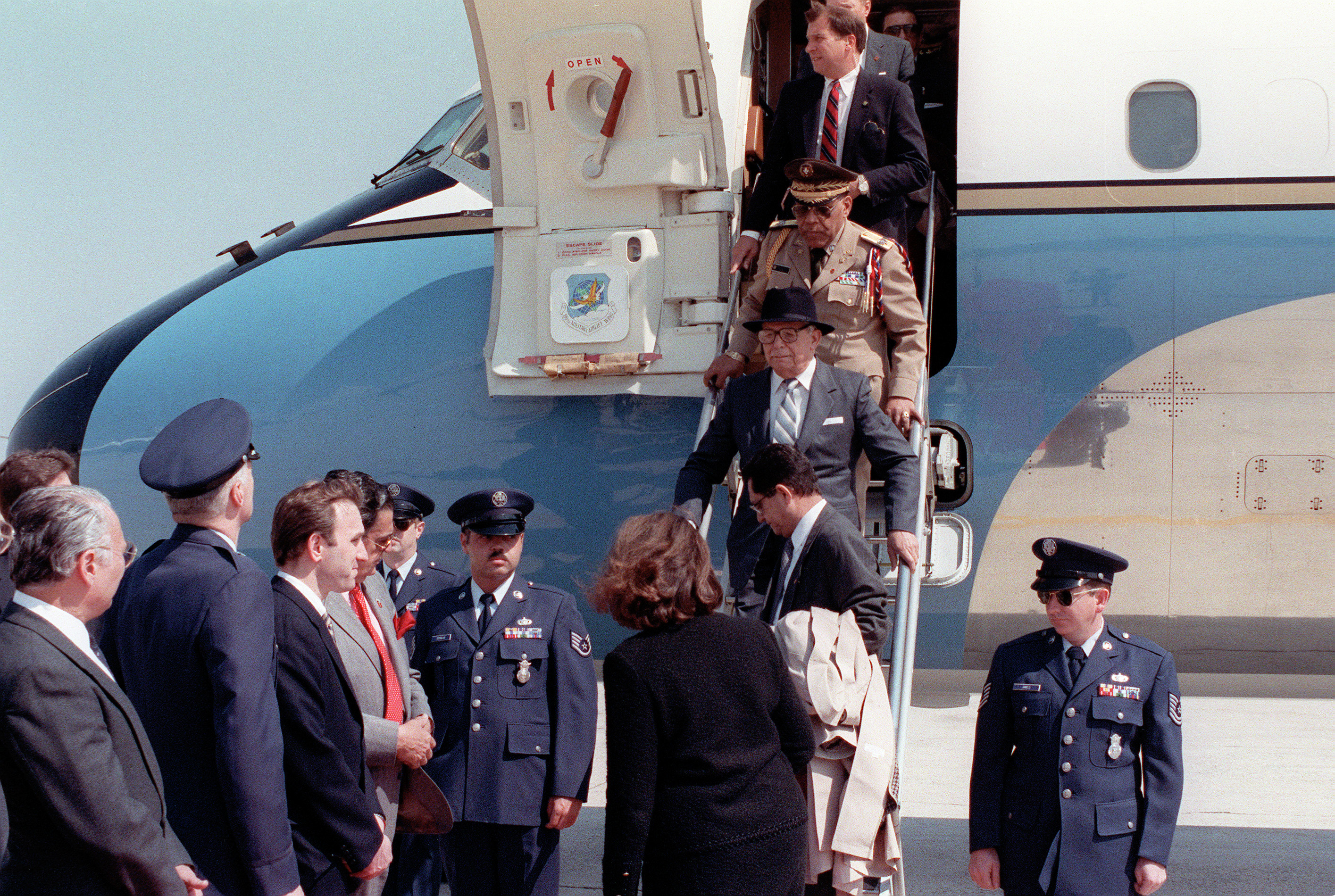
Balaguer y su gabinete llegan a EEUU para una visita de estado en 1988

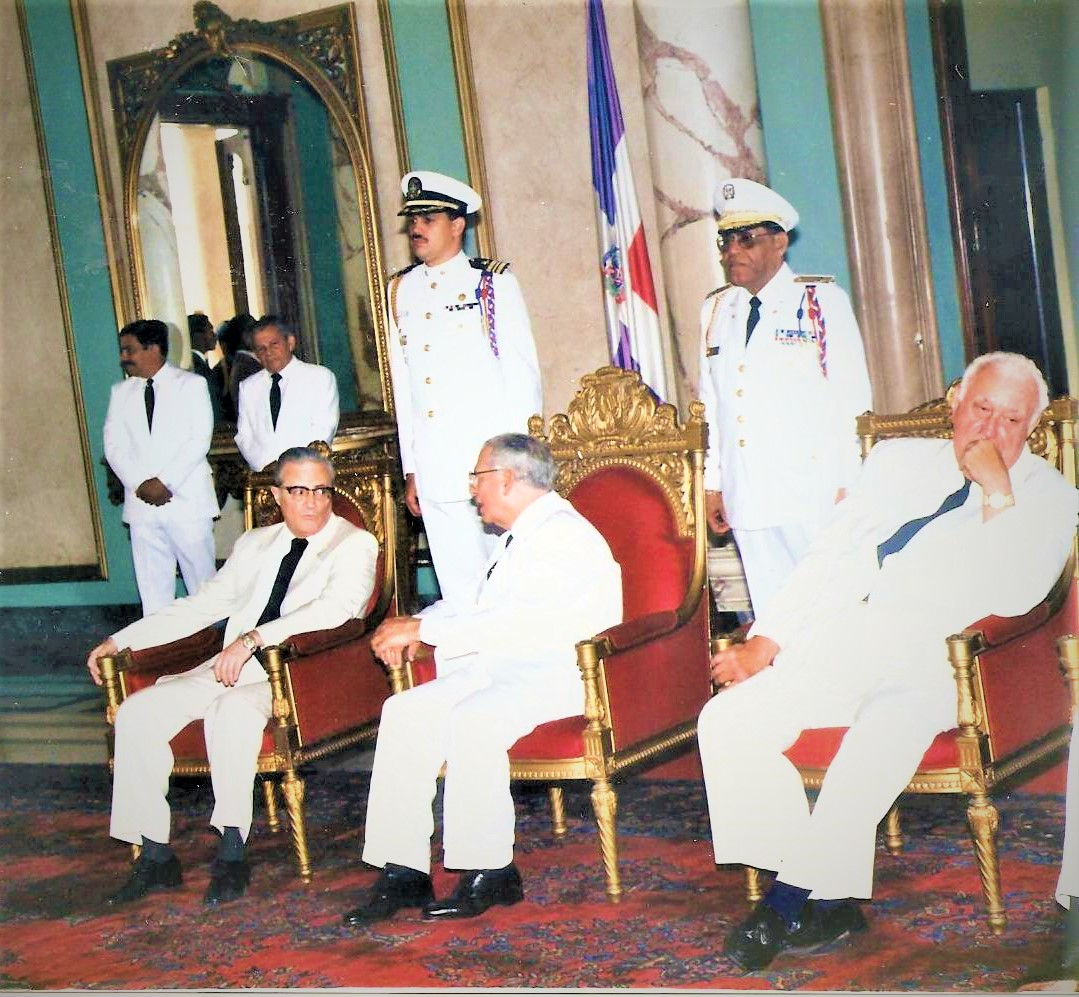
Balaguer recibe al Embajador Moreno Pino de México en el Palacio Nacional de Santo Domingo en 1988

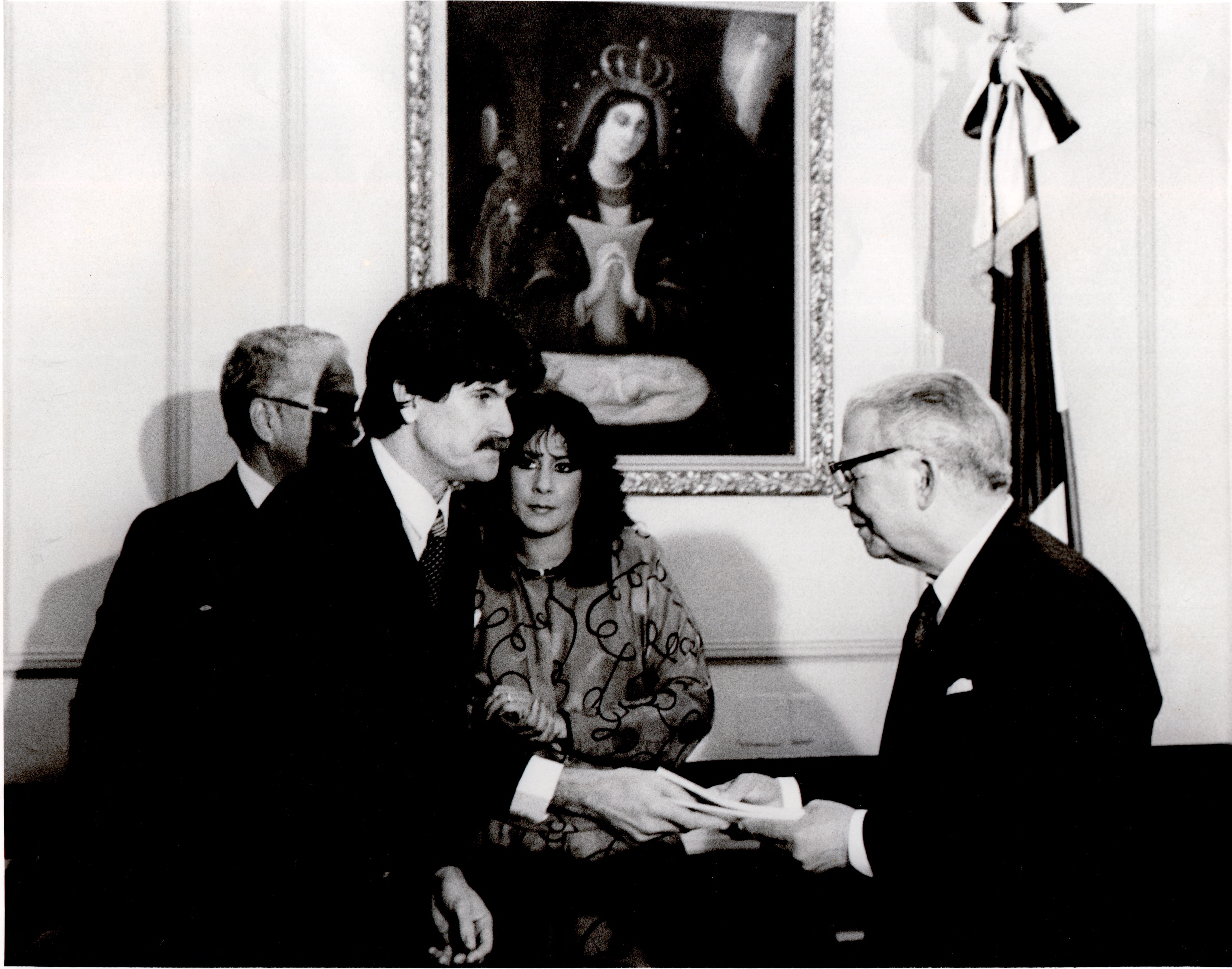
Balaguer juramenta a Oscar Luis Valdez Mena como miembro de la misión dominicana en las Naciones Unidas en 1989

Balaguer se volvió a presentar como candidato en 1986 aprovechándose de una división en el Partido Revolucionario Dominicano para ganar la presidencia de nuevo después de una ausencia de ocho años, donde derrotó por escaso margen al candidato por el PRD, Jacobo Majluta. Para entonces, tenía 80 años y casi ciego por completo (había sufrido de glaucoma durante muchos años).
El tercer gobierno de Balaguer fue mucho más liberal que el anterior. En este periodo Balaguer era mucho más tolerante a los partidos de oposición y los derechos humanos.
Siguió con sus grandes proyectos de infraestructura, tales como la construcción de carreteras, puentes, escuelas, proyectos de viviendas y hospitales. Siguiendo el estilo de Trujillo, estos proyectos de gran visibilidad eran muy publicitado en los medios de comunicación controlados por el gobierno y a través de grandiosas ceremonias públicas destinadas a mejorar la popularidad de Balaguer. La economía también mejoró considerablemente.
En este período, Joaquín Balaguer mantuvo una ligera política de populismo, en lo que se refiere a la entrega de canastas, dinero y otras "dádivas" al pueblo dominicano con el propósito de gobernar con el apoyo del campesinado y la masa pobre, que es la mayoría. El clientelismo también se manifestó en gran medida.
En 1990, con una abstención del 40%, Balaguer logra reelegirse con el 35.1% de los votos, contra el 33.9% de Juan Bosch del Partido de la Liberación Dominicana, y un Partido Revolucionario Dominicano que mantenía una crisis interna. Este proceso se caracterizó por la expresión de amplios sectores de la vida política y social, que criticaban la legitimidad de dichas elecciones, a lo que Balaguer respondió lanzando los militares a la calle y decretando un toque de queda. 
En 1992, para el 500.º aniversario de la llegada de Cristóbal Colón a América y la visita del Papa Juan Pablo II, Balaguer gastó millones en la restauración de la histórica ciudad colonial de Santo Domingo, y readecuándola para la visita del Papa, quien junto a Balaguer inauguró el Faro a Colón.
Ese mismo año gastó más de doscientos millones de dólares en la construcción del controvertido Faro a Colón, un faro de diez pisos en honor a Colón. Terminado en 1992, el Faro a Colón fue diseñado para transmitir la imagen de una cruz cristiana en el cielo nocturno y para que sea visible a decenas de kilómetros. Desde que se terminó, el Faro que supuestamente alberga los restos de Colón, ha sido una atracción turística de menor importancia. Su luz no se utiliza muy a menudo debido a los costos de energía y los apagones en el país. Sin embargo, su simbolismo y el gasto fueron fuente de mucha controversia.
En 1994 Balaguer decidió optar de nuevo por la presidencia, incluso cuando ya tenía casi 90 años de edad y ciego por completo. Esta vez, su principal competidor era José Francisco Peña Gómez del Partido Revolucionario Dominicano.
Esta campaña fue una de los peores de la historia dominicana. Su Partido Reformista Social Cristiano con frecuencia utilizaba la ascendencia haitiana de Peña Gómez a su favor. Por ejemplo, Balaguer llegó a decir que Peña anexionaría el país con Haití en caso de ganar. Con igual capacidad de maniobra en las elecciones, se impuso con un 42.3%, contra un PRD que obtuvo el 41.6% de los votos, donde se asegura que ocurrieron alteraciones de actas y del padrón electoral en la misma Junta Central Electoral. Peña alegó fraude, y llamó a una huelga general. Las manifestaciones tuvieron lugar en apoyo a la huelga.
En este periodo se sucedió la misteriosa desaparición del profesor universitario y activista Narciso González (Narcisazo), un vehemente crítico de la política de Balaguer. Su desaparición que hasta la fecha es un misterio, se le atribuyó a su gobierno.
Una investigación posterior reveló que la Junta Central Electoral no sabía el número total de votantes registrados, y el resultado en las listas distribuidas en los colegios electorales no coincidían con las dadas a los partidos. La investigación también reveló que unas 200.000 personas habían sido retiradas de las urnas. En medio de tales preguntas sobre la legitimidad de la encuesta, acordaron celebrar nuevas elecciones en 1996, pero esta vez Balaguer no sería candidato. En este sentido, cumplió su palabra de poner su cargo a disposición de la administración estadounidense. 
El acuerdo político de los gobernantes, de sectores del poder fáctico que incluye a la Iglesia católica, y de los dirigentes de los partidos políticos, dejaron establecida una reforma constitucional que se hizo el 14 de agosto de 1994. Este acto de consenso jurídico fue preferido a la anulación total de las elecciones y fue conocido como "Pacto por la Democracia".
En las elecciones de 1996, Jacinto Peynado Garrigosa, terminó muy lejos de llegar a la segunda vuelta. Balaguer entonces dio su apoyo a Leonel Fernández del Partido de la Liberación Dominicana en una inusual coalición con Bosch, su enemigo político de más de 30 años.
En las elecciones presidenciales de 2000, Balaguer, a la edad de 94 años, se postuló por novena y última vez a la Presidencia de la República Dominicana; pese a las enormes limitaciones físicas debidas a su avanzada edad y al cúmulo de críticas de sus anteriores gobiernos, logró más del 20% de los votos, ubicándose en el tercer lugar.

### Víctima
| Año  | Víctimas                     | Circunstancias o Causas |
| 1994 | Narciso González (Narcisazo) | Fue secuestrado y desaparecido durante el último periodo de gobierno, luego de realizar una asamblea en la UASD, criticar al presidente Balaguer y acusarlo de haber triunfado de manera fraudulenta en las elecciones presidenciales celebradas diez días antes el 26 de mayo de 1994. |

## Muerte y legado

Monumento de Balaguer

Joaquín Balaguer murió de insuficiencia cardíaca en Santo Domingo el 14 de julio de 2002 a la edad de 95 años.
Su legado en República Dominicana es contradictorio. Mantuvo una relativa estabilidad política y económica en el país por muchos años, centralizó todas las decisiones gubernamentales y lanzó programas masivos de construcción de carreteras, puentes, hidroeléctricas y monumentos, con la intención clara de que su impronta personal quedara marcada en piedra. Fue una figura polarizante que podría incitar tanto al odio como al amor de la población. Era tradicional en Balaguer facilitarles viviendas a los más pobres por medio del Gobierno donde estos pagaban un módico precio mensual por las mismas. También tenía la costumbre junto a su hermana Emma de regalar juguetes a los niños pobres los Días de Reyes.
Ronald Reagan una vez dijo de él: "El presidente Balaguer ha sido una fuerza impulsora en todo el desarrollo democrático de su país. En 1966 llevó el retorno de la democracia a la República Dominicana después de años de incertidumbre política y agitación. En efecto, él es, en muchos sentidos, el padre de la democracia dominicana" y Jimmy Carter, lo felicitó diciendo "El presidente Balaguer ha sido un ejemplo para todos los líderes en esta nación y su gente, que lejos de un gobierno totalitario, lleva al país cada vez más la democracia".
El director cinematográfico dominicano René Fortunato hizo dos documentales, basándose en la forma de gobierno de Balaguer y haciendo alusión a su todavía relación ideológica con Trujillo, Balaguer: La Herencia del Tirano y Balaguer: La violencia del poder, lanzados en 1998 y 2002 respectivamente.
Joaquín Balaguer es uno de los personajes de la novela La fiesta del Chivo, escrita por Mario Vargas Llosa.

## Vida personal
Balaguer llevaba una vida privada llena de hermetismo, nunca se casó ni se le conocieron hijos reconocidos por él. Vivió en su casa ubicada en Santo Domingo por más de 50 años, incluso siendo presidente.
Con el transcurso del tiempo fueron saliendo mujeres humildes con quienes Balaguer supuestamente tuvo hijos, pero que él nunca reconoció. Entre los supuestos hijos de Balaguer se encuentran, Gloria Nilsa Balaguer Lespier, Joaquín Jesús Balaguer Cuascut ambos hijos de Juana Cuascut, con quien Balaguer mantuvo una aventura amorosa. También se encuentran César Joaquín Mallén, procreado con Carmen Mallén, Luis Gustavo Bisonó procreado con Hilda Dolores Bisonó Mera, Mercedes Antonia Solís, procreada con Aura Celeste Solís, Antonio Bastardo y Nieves Bastardo, procreados con Cuca Bastardo.
Balaguer fue pariente del dictador Ulises Heureaux (Lilís) por parte materna y de la segunda esposa de Trujillo, Bienvenida Ricardo Martínez.
Era conocido popularmente como El Doctor.

## Lemas de campaña
- "Lo bueno no se cambia" (1974-1978)
- "Y vuelve y vuelve Balaguer" (1986-1990)
- "Cuatro años más y después hablamos" (1990-1994)
- "Y sigue y sigue Balaguer" (1994-1998)
- "Lo que diga Balaguer" (1994-1998)
- "Adelante compatriotas, a paso de vencedores"
- "Una patria justa para todos"
- "Mientras Balaguer respire, que nadie aspire"
- "No lloren como mujeres lo que no supieron defender como hombres"
- "No es qué voy a hacer, sino qué seguiré haciendo"

También hizo uso de una famosa frase bíblica que dice: "Por sus frutos los conoceréis".

## Condecoraciones

### Dominicanas
- Collar de la Orden de la Nube Propicia
- Collar de la Orden Civil de Alfonso X el Sabio (1953)
- Collar de la Orden de Isabel la Católica (1960)
- Collar de la Orden de Isabel la Católica (1976)

## Como escritor
Para 1970 tenía publicados 24 libros, 7 de los cuales son de elogio y defensa a la Era de Trujillo. Los restantes, son de versos y de ensayos históricos y literarios. En el prólogo de uno de sus libros de versos (Tebaida lírica, 1924), hizo una inusual confesión de sus sentimientos, al escribir:

Abro este paréntesis para llenarlo de odio y de gratitud. Odio a los que en plazas y corrillos me combatieron acerbadamente; odio a los poetas afeminados que envidian la virilidad de mi arte; tengo el orgullo de ser, en nuestro medio árido, como una planta rara que sólo necesita para vivir de la savia de su arte y del aire que respira en la atmósfera de sus sueños. Yo aborrezco el ambiente en que me ha tocado nacer, pero aborrezco más a los intelectuales (con muy pocas excepciones) con quienes he tenido la mala suerte de codearme...” “Mi Tebaida lírica molestará a muchos (yo gozo molestando) y algunos borricos rebuznarán (yo gozo oyendo rebuznar)".

Como literato tiene una extensa producción de versos de cuestionable valor literario, ya que reflejan un estilo decimonónico con intenciones y ciertos aires modernistas poco innovadores y de aporte a la construcción del verso, así como de novelas de alto contenido político más que literario. 
Sus obras y sus ensayos históricos están llenos de datos y de anécdotas, pero carecen de los rigores metodológicos de la ciencia histórica, sin análisis de aspectos cruzados entre las ciencias sociales. Por ser abundantes en datos de los cuales era un gran conocedor, más que historiador, a Joaquín Balaguer debiera considerársele un gran historiógrafo.

## Obras
- Salmos paganos (1922)
- Claro de Luna (1922)
- Tebaida lírica (1924)
- Métrica castellana (1930)
- Heredia: verbo de la libertad, 1939; segunda edición en 1945.
- Azul en los charcos (1941)
- La realidad dominicana (1941). Segunda edición con el título Realidad dominicana: semblanza de un país y un régimen (1947)
- El tratado Trujillo-Hull y la liberación financiera de la República Dominicana (1941)
- La política internacional de Trujillo (1941)
- Guía emocional de la ciudad romántica (1944)
- Letras dominicanas (1944)
- Palabras con acentos rítmicos (1946)
- Palabras con dos acentos rítmicos (1946)
- Los próceres escritores (1947)
- Semblanzas literarias (1948)
- En torno de un pretendido vicio prosódico de los poetas hispanoamericanos (1949)
- Literatura dominicana (1950)
- El Cristo de la libertad (1950)
- Federico García Godoy, Antología (1951)
- Federico García Godoy (1951)
- El principio de alternabilidad en la historia dominicana (1952)
- Décimas, prólogo y recopilación (1953)
- Consideración acerca de la producción e inversión de nuestros impuestos (1953)
- Apuntes para una historia prosódica de la métrica castellana (1954)
- El pensamiento vivo de Trujillo (1955)
- Historia de la literatura dominicana (1956)
- Discursos panegíricos: Política y Educación Política Internacional (1957)
- Cristóbal Colón: precursor literario (1958)
- El centinela de la frontera. Vida y hazañas de Antonio Duvergé (1962)
- Vida y hazañas de Antonio Duvergé (1962)
- El centinela de la frontera (1962)
- El reformismo: filosofía política de la revolución sin sangre (1966)
- Misión de los intelectuales. Discursos. (1967)
- Con Dios, con la patria y con la libertad del discurso (1971)
- Conjura debelada del discurso (1971)
- Ante la tumba de mi madre (1972)
- Temas educativos y actividades diplomáticas (1973)
- La marcha hacia el Capitolio (1973)
- Discursos. Temas históricos y literarios (1973)
- Temas educativos y actividades diplomáticas (1973)
- Cruces iluminadas (1974)
- La palabra encadenada (1975)
- Crítica e interpretación (1975)
- La cruz de cristal (1976)
- Discursos escogidos (1977)
- Discurso en el revelamiento de la estatua del poeta Fabio Fiallo (1977)
- Crítica e interpretación (1977)
- Pedestales. Discursos históricos (1979)
- Huerto sellado: versos de juventud (1980)
- Mensajes al pueblo dominicano (1983)
- Entre la sangre del 30 de mayo y la del 24 de abril (1983)
- La isla al revés (1983 y 1995)
- Galería heroica (1984)
- Los carpinteros (1984)
- La venda transparente (1987)
- Memorias de un cortesano de la era de Trujillo (1988)
- Romance del caminante sin destino, Enrique Blanco (1990)
- Voz silente (1992)
- De vuelta al Capitolio (1986-1992) (1993)
- Niña con sexo (1995)
- Yo y mis condiscípulos (1996)
- España infinita (1997)
- Grecia eterna (1999)
- La raza inglesa (2000).

## Premios y reconocimientos
- Premio Nacional de Literatura (1990)
- Collar de Orden de Isabel la Católica.